# Het på gröten (film)
Het på gröten (engelska: Every Home Should Have One) är en brittisk komedifilm från 1970 i regi av Jim Clark.

## Rollista i urval
- Marty Feldman - Teddy Brown
- Judy Cornwell - Liz Brown
- Shelley Berman - Nat Kaplan
- Julie Ege - Inga Giltenburg
- Penelope Keith - Lotte von Gelbstein
- Jack Watson - McLaughlin
- Dinsdale Linden - Kyrkoherde Mellish
- Patrick Cargill - Wallace Trufitt
- Frances de la Tour - Maud Crape